# Sébastien de Plœuc
Sébastien de Plœuc, marquis de Tymeur, né vers 1589 au château de Tymeur en Poullaouen est le fils de Vincent IV de Plœuc de Tymeur, né vers 1555, marquis de Tymeur par lettres patentes de Novembre 1616, baron de Kergorlay, vicomte de Coêtquénan, seigneur de Plouyé et autres lieux, et de Suzanne de Coëtanezre ; il se maria le 8 janvier 1617 en l'église des Sept-Saints à Brest avec Marie de Rieux (vers 1603-1628). Il meurt en 1644 au château de Tymeur.
Le marquis eut une fille, Renée Mauricette de Plœuc, née vers 1619 au château de Tymeur, qui se marie en premières noces avec Donatien de Maillé, puis en secondes noces avec Charles de Percin, seigneur de Montgaillard.

## Relation avec larévolte du Papier timbré
Sébastien de Plœuc remarque très tôt le fils du meunier, Sébastien Le Balp, et l'envoie apprendre le droit à Nantes,.
Sébastien Le Balp deviendra le notaire de Renée-Mauricette de Plœuc, marquise du Tymeur. Hors le meneur des Bonnets rouges Le Balp sera tué dans le château du Tymeur par le beau-frère de Mauricette de Plœuc : Claude Percin, marquis de Montgaillard...